# Estádio Metropolitano de Fútbol de Lara

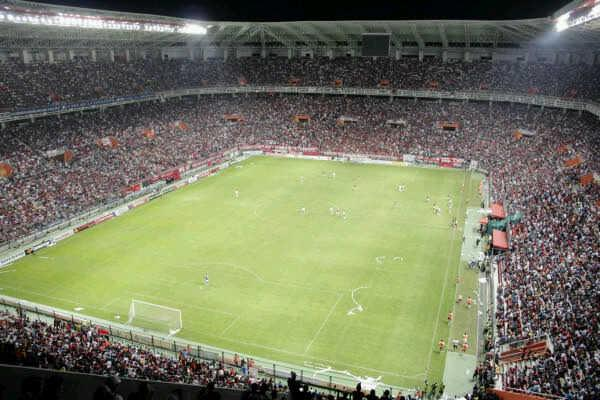
Estadio Metropolitano de Lara em dia de jogo.

O Estadio Metropolitano de Fútbol de Lara é um estádio multi-esportivo localizado em Cabudare, na Venezuela.
Com capacidade para mais de 40.000 espectadores, o estádio foi construído para receber partidas da Copa América 2007.